# Henri Landru
Henri Désiré Landru, född 12 april 1869 i Paris, död 25 februari 1922 i Versailles, var en fransk seriemördare, kallad "den franske riddar Blåskägg". 

## Biografi
Genom äktenskapsannonser fick Landru i tur och ordning kontakt med tio änkor som han sol-och-vårade och därefter mördade, liksom även sonen till en av änkorna.
Landru arresterades redan 1919, sedan det upptäckts att han haft kontakt med kvinnorna innan de försvunnit, men det tog lång tid innan man påträffade några lämningar efter offren. Trädgården kring Landrus hus i Paris grävdes upp gång på gång, innan några grannar berättade om den illaluktande rök som ibland kommit från huset. Man undersökte den stora järnkamin som Landru installerat och fann mänskliga skelettdelar och spännen från damkläder. I slutet av år 1921 hade åklagaren tillräckligt mycket bevis för att väcka åtal.
Landru trodde felaktigt att han inte kunde dömas eftersom inga identifierbara kroppar hade påträffats. Att domstolen förklarat honom tillräckligt psykiskt frisk för att klara rättegången såg han också som ett tecken på att han betraktades som oskyldig. Under den månadslånga rättegången bestod hans försvar i att vägra att svara eller att komma med sarkastiska kommentarer.
Juryn tvekade dock aldrig. Landru förklarades skyldig, dömdes till döden och giljotinerades i februari 1922.

## Offer
1. Mme. Jeanne-Marie Cuchet
2. Mme. Cuchets son, André Cuchet
3. Mme. Thérèse Laborde-Line
4. Mme. Marie-Angélique Guillin
5. Mme. Berthe-Anna Héon
6. Mme. Anne Collomb
7. Andrée-Anne Babelay
8. Mme. Célestine Buisson
9. Mme. Louise-Joséphine Jaume
10. Mme. Anne-Marie Pascal
11. Mme. Marie-Thérèse Marchadier

## Populärkultur
Charlie Chaplins film Monsieur Verdoux från 1947 bygger på historien om Henri Landru.